# Rainbow Sun Francks
Rainbow Sun Francks (né le 3 décembre 1979 à Toronto) est un acteur et auteur-compositeur.
Il a été compositeur et producteur pour le groupe de hip-hop The Oddities, un VJ vedette de la chaîne canadienne MuchMusic ainsi qu’acteur ayant reçu une nomination pour un Gemini. Il est le fils du musicien, artiste, activiste et acteur Don Francks (mieux connu sous le rôle de Walter dans la série La Femme Nikita) et de la danseuse Lili Francks ainsi que le frère de l’actrice et musicienne Cree Summer. Il joua le rôle de Frank Johnson dans deux téléfilms westerns : The Price of Peace et Good Men and Bad.
Il fut la covedette en 1997 du téléfilm de la CBC The Planet of Junior Brown, un célèbre roman, et obtint une nomination pour un prix Gemini (l’équivalent canadien des Emmys) pour le téléfilm de 1999, One Heart Broken Into Song, un drame sur la communauté noire de la Nouvelle-Écosse dans les années 1930. Il a également joué dans Love Come Down et Love Song. On peut le voir aussi dans la série Stargate Atlantis, dans le rôle du lieutenant Aiden Ford, et dans le film Alien VS Predator : Requiem, sorti en 2007, y incarnant un jeune défoncé dans la boutique d'armes de la ville.

## Filmographie

### Télévision
- 1995 : Black Fox: Good Men and Bad (téléfilm) : Frank Johnson
- 1995 : Black Fox: The Price of Peace (téléfilm) : Frank Johnson
- 1997 : The Planet of Junior Brown (téléfilm) : Buddy Clark
- 1999 : One Heart Broken Into Song (téléfilm) : Hank Johnson
- 2000 : Love Song : Calvin Dumas
- 2000 : Love Come Down : Julian
- 2001 : Twice in a Lifetime : Jimmy
- 2004 - 2008 : Stargate Atlantis : Lieutenant Aiden Ford
- 2006 : This Space for Rent (téléfilm) : Barnaby Sharpe
- 2011 : Lost Girl : Cameron
- 2011[1] - 2012 : The Listener : Cpl Dev Clarke
- 2014 : Les Enquêtes de Murdoch : Sam Carr
- 2015 : Defiance : Uno
- 2016 : Eyewitness (série télévisée) : Burlingame
- 2020 : High Fidelity : Cameron Brooks

The Strain : Saison 4

### Cinéma
- 2007 : Aliens vs Predator : Requiem : Earl